# Ruthenisches Salzkraut
Das Ruthenische Salzkraut (Salsola tragus, Syn. Kali tragus), auch Ukraine-Salzkraut, Ungarisches Salzkraut, Steppen-Salzkraut oder Kali-Salzkraut genannt, ist eine in Osteuropa und Zentralasien heimische Steppenpflanze aus der Unterfamilie Salsoloideae in der Familie der Fuchsschwanzgewächse (Amaranthaceae). Sie wurde weltweit in Steppengebiete verschleppt und ist einer der bekanntesten Steppenläufer.

## Beschreibung

### Vegetative Merkmale

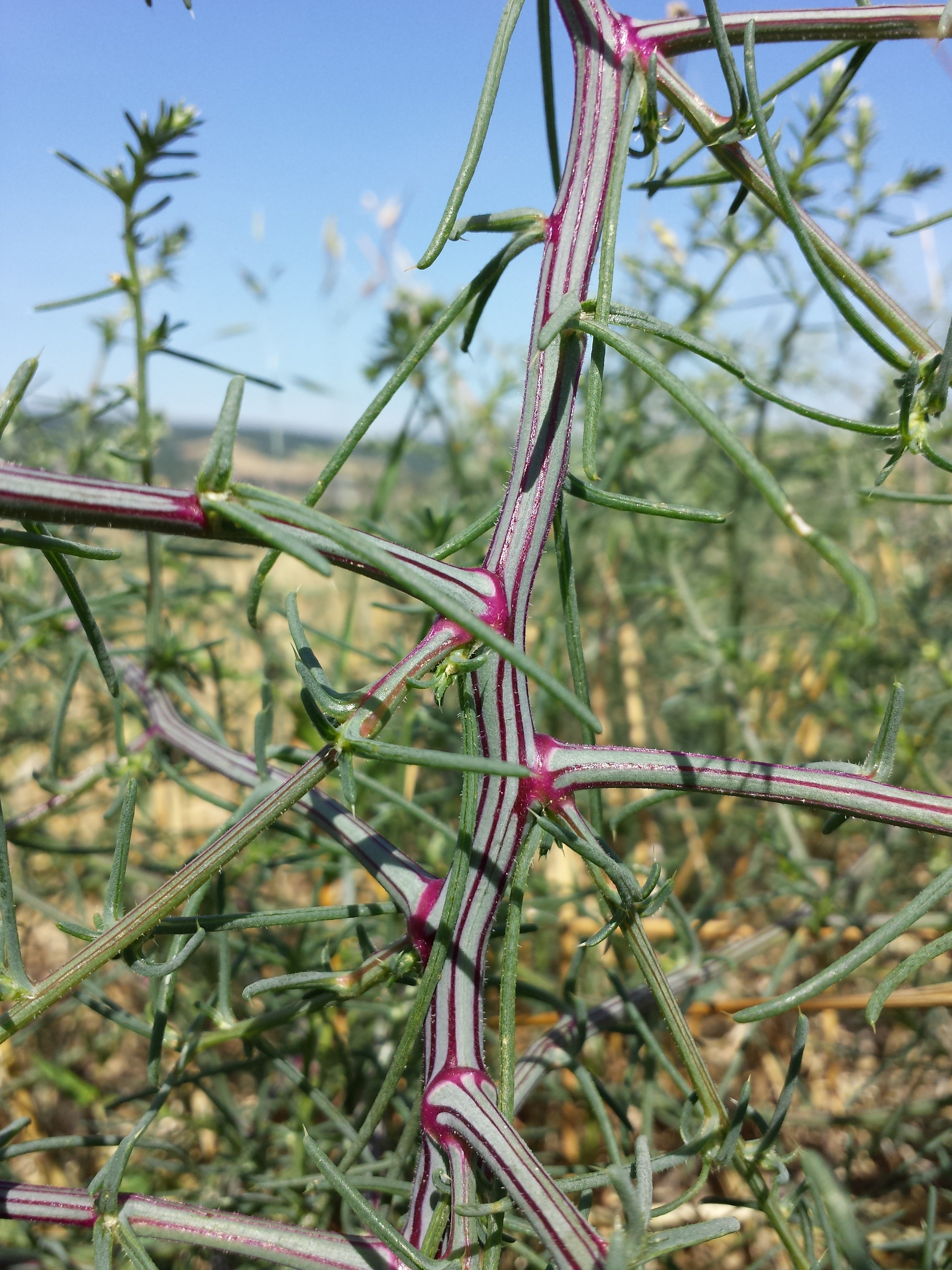
Stängel mit Zweigen

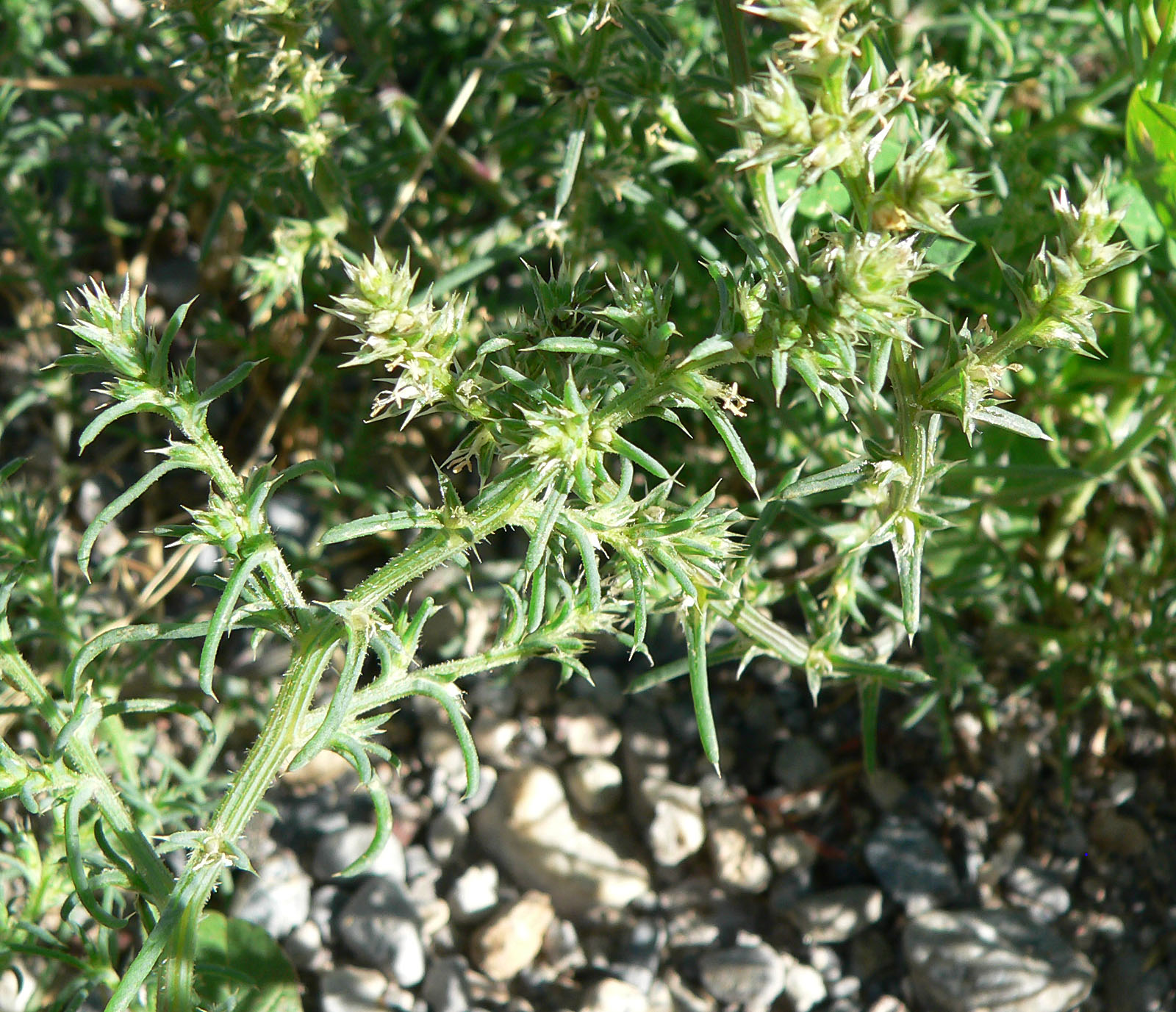
Blühende Zweige

Das Ruthenische Salzkraut ist eine einjährige Pflanze und erreicht Wuchshöhen von 30 bis 100 cm. Sie wächst aufrecht und ist von der Basis an abstehend verzweigt. Der Stängel ist weiß oder purpurrot gestreift. Die Blätter sind halbstielrund bis stielrund, an der Basis verbreitert und hautrandig und 1,5 bis 4 cm lang und 0,5 bis 1,5 mm breit. Sie sind kahl oder behaart. Das Blattende ist dornig verhärtet.

### Blütenstände und Blüten
In ährenartigen Blütenständen sitzen die zwittrigen Blüten in der Achsel von Tragblättern, die schmal eiförmig bis pfriemlich, an der Basis hautrandig, am Ende dornig verhärtet sind. Seitlich werden sie von zwei eiförmigen Vorblättern mit dornig verhärteter Spitze umgeben. Die Blütenhülle besteht aus fünf schmal eiförmigen, von der Mitte an häutigen, kahlen Tepalen. Es sind fünf Staubblätter vorhanden. Die zwei Narben sind fadenförmig und drei- bis viermal so lang wie der Griffel.
Die Blütezeit reicht in Mitteleuropa von Juli bis Oktober. Die Bestäubung erfolgt in der Regel durch den Wind oder häufig durch Selbstbestäubung.

### Früchte

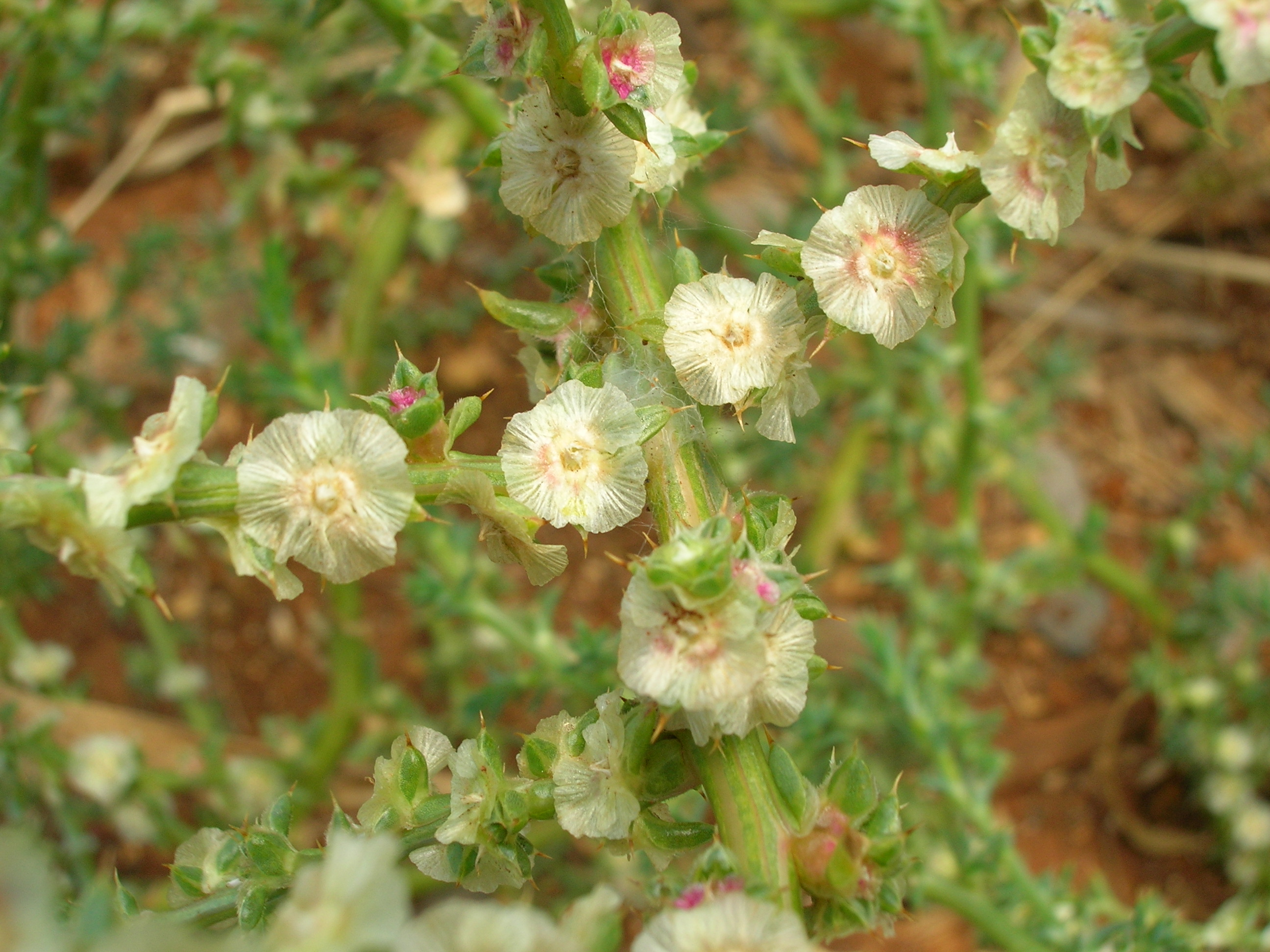
Weitgehend reife geflügelte Früchte

Zur Fruchtreife verhärtet die Blütenhülle im unteren Teil und umschließt die Frucht. Aus dem Rücken der Tepalen entwickeln sich häutige, von Nerven durchzogene Flügel. Drei der Flügel sind manchmal hell purpurrot, nierenförmig bis verkehrteiförmig. Die übrigen zwei Flügel sind schmaler. Die geflügelte Ausbreitungseinheit erreicht einen Durchmesser von 7 bis 10 mm. (Selten kommen auch Früchte ohne Flügel vor.) Die Tepalenzipfel über den Flügeln sind entweder dünnhäutig, weich und zerknittert oder ein bis zwei Zipfel sind fest und aufrecht.
Die Pflanze ist ein Steppenroller.

### Chromosomenzahl
Die Chromosomenzahl beträgt 36, bei einer Chromosomengrundzahl von x=9 ist die Pflanze also tetraploid.

## Verbreitung
Das Ruthenische Salzkraut ist ursprünglich vom Mittelmeergebiet über Osteuropa bis Südwestasien und Zentralasien heimisch. Inzwischen ist es in Südafrika, Asien, Australien, Europa, Nord- und Südamerika weithin eingebürgert. In China wächst es auf Dünen, sandigen und felsigen Standorten sowie an der Meeresküste.
In Österreich ist es im pannonischen Gebiet heimisch (Burgenland, Wien, Niederösterreich) und kommt an trockenen Sand- und Schotterstandorten vor. Es ist auf die kolline Höhenstufe beschränkt.
In Deutschland wächst die Art nur als Neophyt zerstreut im Küstengebiet und an sandigen Stellen im Binnenland.
In Nordamerika wurde das Ruthenische Salzkraut in den 1870er Jahren wahrscheinlich mit Flachssamen aus Russland eingeführt und ist heute ein bedeutendes Unkraut. Es wächst hier auf gestörten Standorten, an Straßenrändern und auf Äckern sowie auf küsten- und flussnahen Sandböden, in Halbwüsten und Wüsten. Hier steigt es bis in 2500 m Höhe über Meeresniveau.

## Systematik

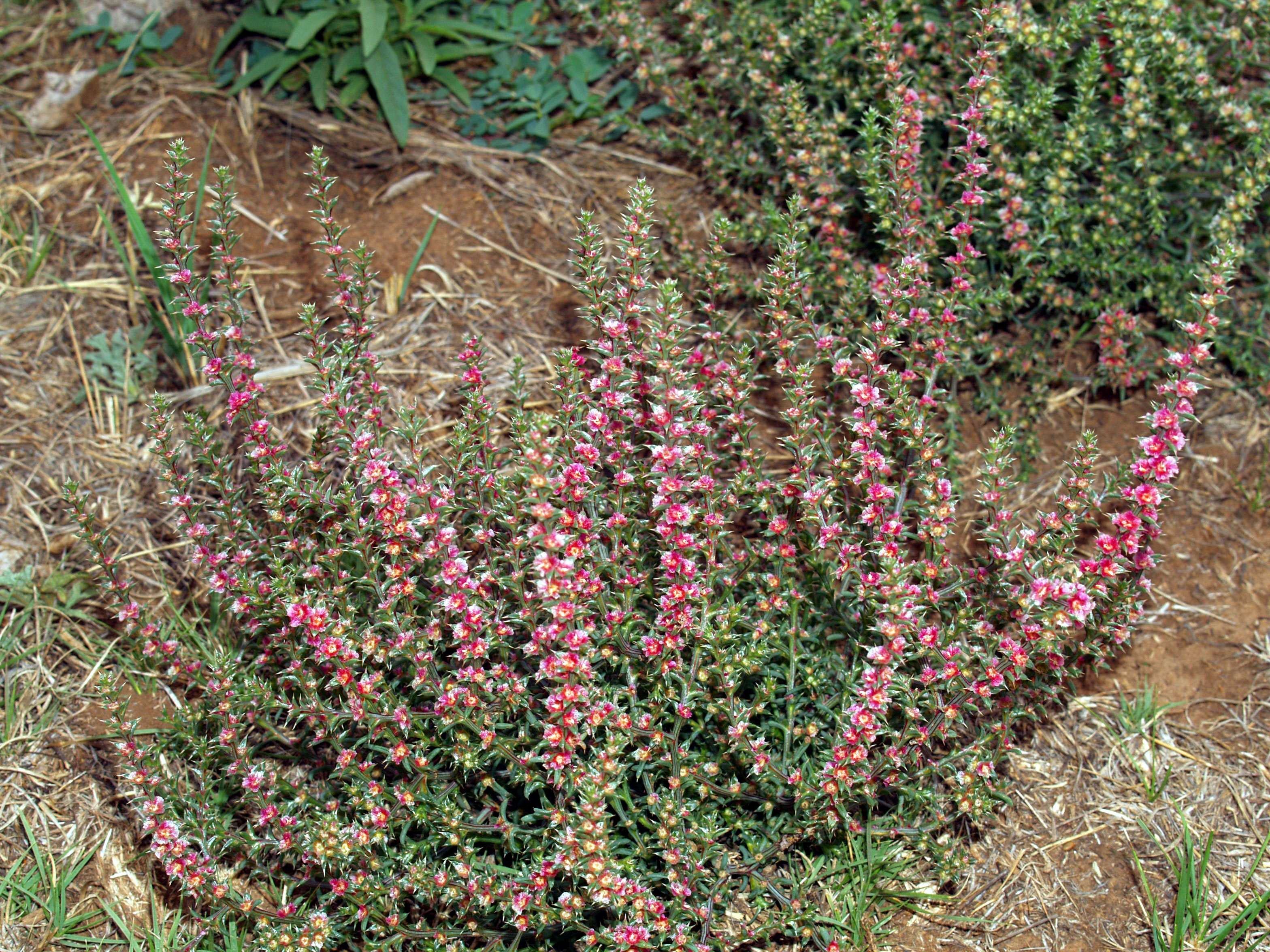
Pflanze mit roten Früchten

Salsola tragus ist eine taxonomisch schwierige Sippe, da sie morphologisch sehr vielfältig ist. Gelegentlich wurde sie auch als Unterart des Kali-Salzkrautes (Salsola kali) geführt. Nachdem Salsola 2007 anhand molekulargenetisch gestützter Untersuchungen aufgeteilt wurde, wurde die Art 10 Jahre lang in der Gattung Kali platziert. 2017 wurde für die Gattung Salsola der Typus Salsola kali festgelegt (konserviert). Dadurch wurde Kali wieder in die Gattung Salsola eingegliedert. Mit dieser und einigen ähnlichen Arten wird Salsola tragus heute zum Salsola kali-Aggregat zusammengefasst.
Synonyme sind Kali tragus (L.) Scop., Salsola aptera Iljin, Salsola australis R.Br., Salsola iberica (Sennen & Pau) Czerep., Salsola kali subsp. iberica (Sennen & Pau) Rilke, Salsola kali subsp. rosacea Čelak., Salsola kali subsp. ruthenica (Iljin) Soó, Salsola kali subsp. tragus (L.) Čelak., Salsola pestifer A. Nelson und Salsola ruthenica Iljin.
In Europa kommen zwei Unterarten vor:
- Salsola tragus subsp. tragus
- Salsola tragus subsp. pontica  (Pall.) Rilke (Syn.: Salsola pontica (Pall.) Degen, Salsola kali subsp. pontica (Pall.) Mosyakin, Salsola ruthenica subsp. pontica (Pall.) Iljin, Salsola kali var. pontica Pall.): dies ist die im europäischen Binnenland auf nicht-salzhaltigen Böden vorherrschende Sippe und auch die in Österreich vorkommende Unterart.[1]

## Symbolik

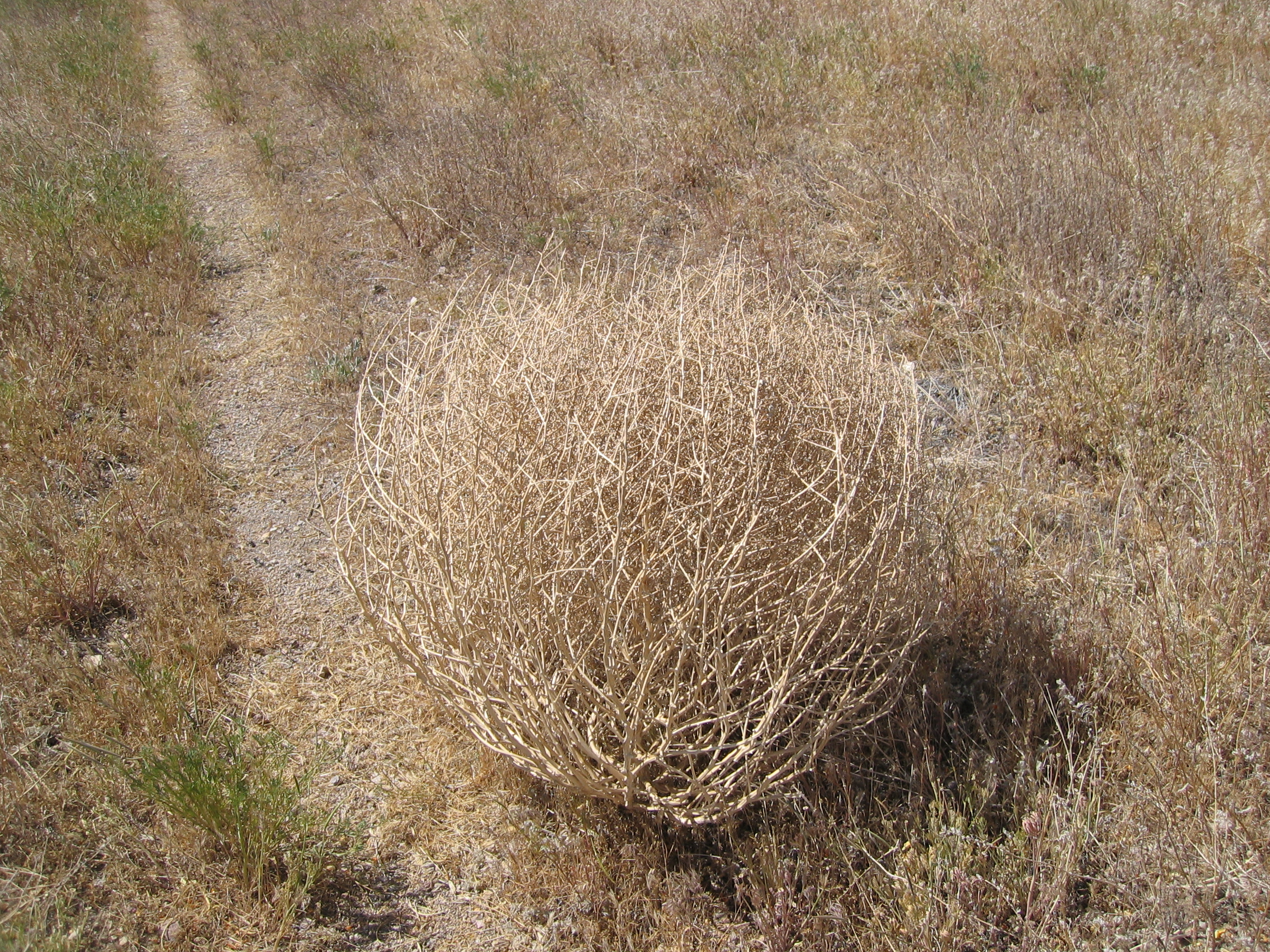
Ruthenisches Salzkraut im Herbst (Steppenroller)

Die Assoziation des Ruthenischen Salzkrautes mit Western-Filmen führte zu dessen Rolle als wichtiges Symbol in vielerlei audiovisuellen Medien. Es steht mittlerweile für Gegenden, die verlassen, trocken und häufig öde sind, in der Regel Steppen und Wüsten.
Eine häufige Verwendung als dynamische Szenerie ist, wenn Protagonisten eine lange verlassene oder trostlose Gegend erreichen: Das Ruthenische Salzkraut – in solchen Kontexten auch als Steppenläufer bezeichnet – wird dann durch die Szene rollen, häufig begleitet von dem Geräusch des dumpfen und trockenen Windes.